# Cattedrale di Dornoch
La cattedrale di Dornoch (in inglese: Dornoch Cathedral) è uno storico edificio religioso dedicato a Santa Maria e San Gilberto in stile romanico e gotico della cittadina scozzese di Dornoch, nella vecchia contea di Sutherland nelle Highlands.
Il titolo di cattedrale è onorifico e storico, risalente al periodo prima della riforma scozzese. L'attuale congregazione è parte del Presbiterio di Dornoch della Chiesa di Scozia.

## Storia
La cattedrale fu dedicata al suo fondatore, Gilberto di Moravia e fu costruita nel 1224 nei Fasti Ecclesiae Scoticanae durante il regno di Alessandro II (1214-49) e l'episcopato di Gilberto di Moravia (morto nel 1245) (poi San Gilberto di Dornoch) come chiesa cattedrale della diocesi di Caithness (spostata a Dornoch da Halkirk). William de Moravia (poi Sutherland), 1º conte di Sutherland, fu sepolto nella cattedrale nel 1248.
Nel 1570, la cattedrale fu bruciata dal Mackays di Strathnaver durante la faida locale. I lavori di ristrutturazione completati non furono effettuati fino al 1835-37, dall'architetto William Burn, finanziato da Elisabetta Leveson-Gower, duchessa di Sutherland, al costo di £ 15.000.
Tra i lavori di ristrutturazione effettuati, la navata medievale a navata centrale, in rovina ma ancora in gran parte intatta, fu demolita e al suo posto fu costruita una nuova navata stretta senza pilastri. Nel XVII secolo, Dornoch cessò di essere la sede dei vescovi di Caithness a causa dell'abolizione dell'episcopato nella Chiesa di Scozia, ma il nome è rimasto a causa di questa associazione storica.
Il 30 settembre 1866, il Duca e la Duchessa di Sutherland era presente per dare il benvenuto al Principe Edoardo VII e ad Alessandra di Danimarca.Principessa del Galles, e il Duca di Edimburgo, che ha partecipato alla funzione mattutina. L'interno fu riordinato tra il 1924 e il 1926 dal reverendo Charles Donald Bentinck, con la rimozione dell'epoca vittoriana per rivelare la muratura in pietra (anche se la chiesa medievale sarebbe stata intonacata dappertutto). Il sito dell'altare maggiore medievale fu rialzato e convertito in un'area di sepoltura per la famiglia Sutherland, che introdusse grandi monumenti commemorativi in marmo. A partire da maggio 2018, il ministro è la reverenda Susan Brown.